# Movimento Nazionale Libero
Il Movimento Nazionale Libero (in Inglese: Free National Movement - FNM) è un partito politico bahamense di orientamento liberal-conservatore fondato nel 1971 a seguito della confluenza di due distinti soggetti politici:
- il Partito Liberale Progressista - Libero (Free-PLP), nato su iniziativa di otto deputati fuoriusciti dal Partito Liberale Progressista;
- il Partito Bahamense Unito (UBP).

## Storia
Alle elezioni del 1992, guidato dal nuovo segretario Hubert Ingraham, FNM, vincendo 32 seggi su 49, riuscì a giungere al governo e si impegnò in una vasta opera di privatizzazioni, a partire dagli alberghi e dalle radio.
Alle elezioni del 1997 FNM ottenne 35 seggi su 40, continuando, così, nell'azione di governo. Le accuse di corruzione rivolte ad alcuni ministri portarono, però, FNM alla sconfitta alle elezioni del 2002.
Alle elezioni del 2007, i liberal-conservatori hanno conquistato 23 seggi su 40 e Ingraham è ritornato a ricoprire la carica di primo ministro.

## Risultati elettorali
| Elezione          | Voti   | % | Seggi   |
| ----------------- | ------ | - | ------- |
| Parlamentari 1987 | 39.009 |   | 16 / 49 |
| Parlamentari 1992 | 61.799 |   | 33 / 49 |
| Parlamentari 1997 | 68.766 |   | 35 / 40 |
| Parlamentari 2002 | 52.807 |   | 7 / 40  |
| Parlamentari 2007 | 68.542 |   | 23 / 41 |
| Parlamentari 2012 | 65.633 |   | 9 / 38  |
| Parlamentari 2017 | 91.409 |   | 35 / 39 |
| Parlamentari 2021 | 45.730 |   | 7 / 39  |